# فيناوس
فيناوس هي بلدية في وادي سينيشيا ( مدينة تورينو الحضرية ) في المنطقة الإيطالية بيدمونت ، وتقع حوالي 50 كم غرب تورينو على الحدود مع فرنسا.

تقع مدينة فيناوس على حدود البلديات التالية: برامس (فرنسا) ، و جايوني ، و لانسليبورغ مونت سينيس (فرنسا) ، و مومبانتيرو ، و مونسينيسيو ، و نوفالسا .

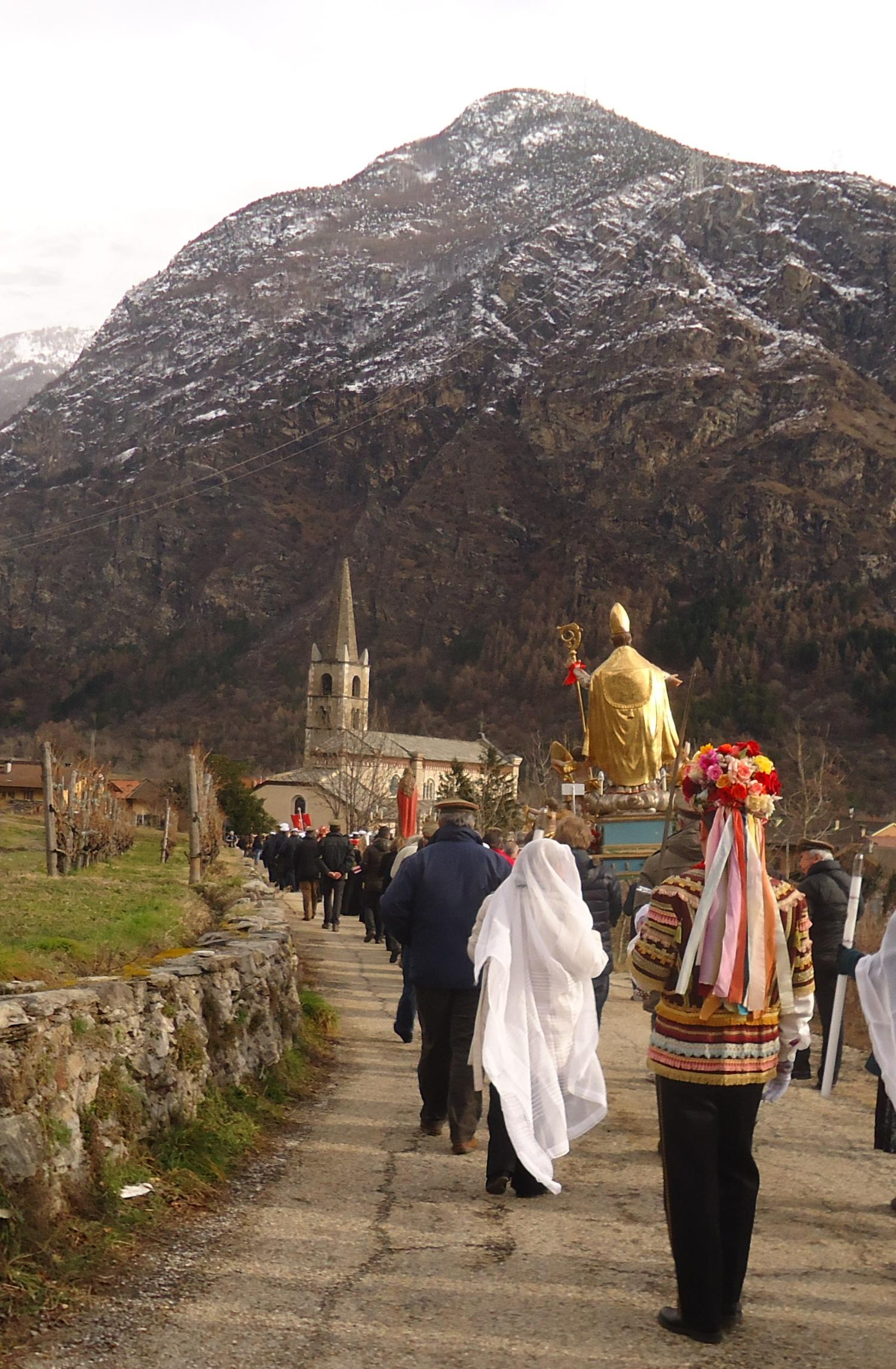
موكب تمثال الراعي القديس بليز برفقة سبادونارو تقليدي
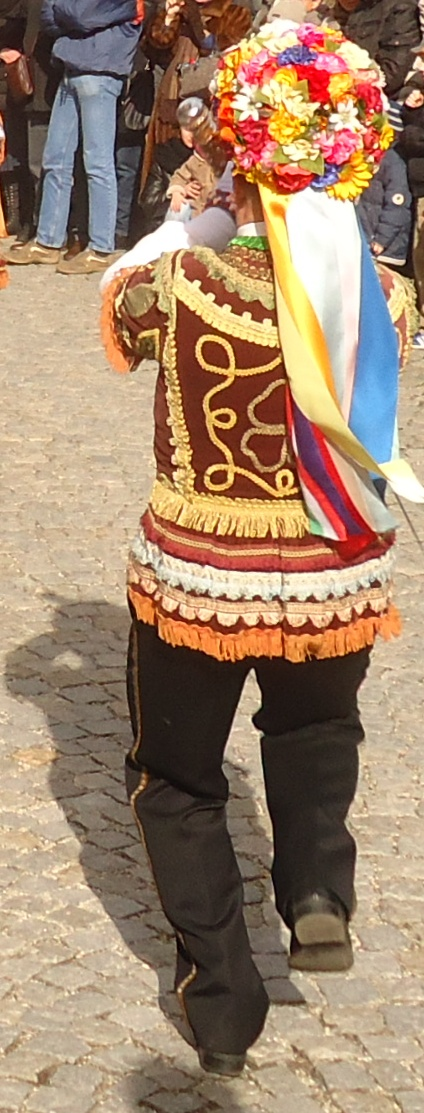
أحد أنواع السبادوناري الأربعة التقليدية أثناء "رقصة السيف"